# Bal de l'X

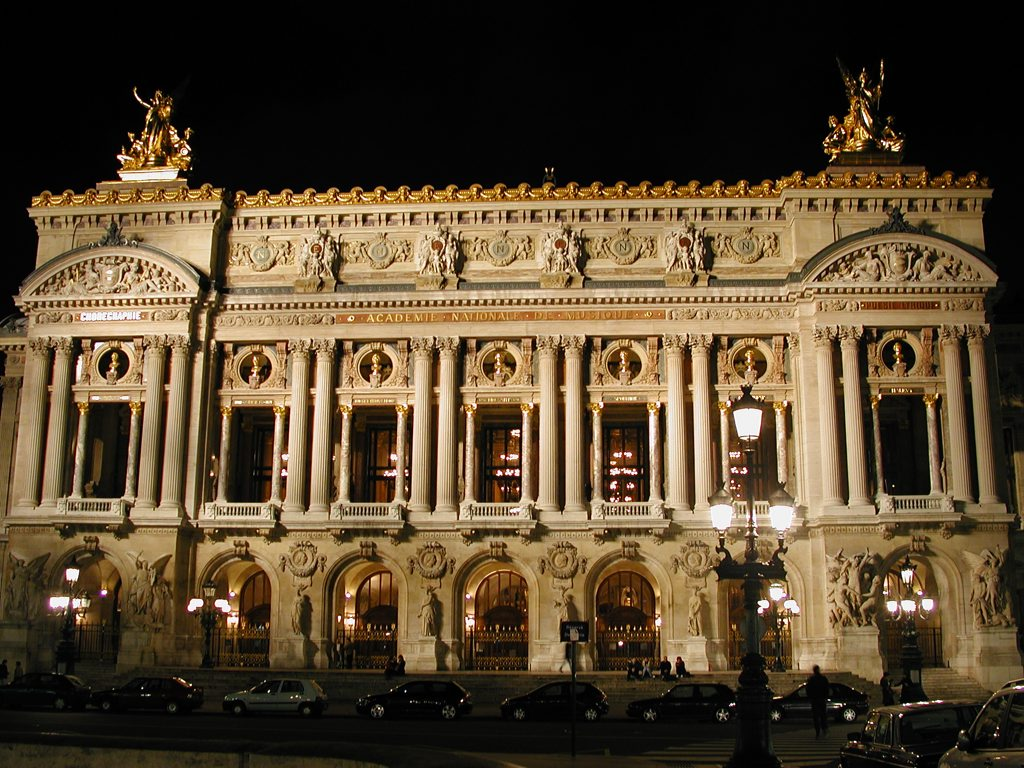
L'opéra Garnier, lieu habituel du bal de l'X.

Le bal de l'X est une soirée organisée chaque année, en général au printemps, à l'opéra Garnier, par l'Association des anciens élèves et diplômés de l'École polytechnique (AX) avec l'aide des élèves de l'École polytechnique. Cette tradition de l'X a vu le jour en 1879 et son but, qui n'a pas changé depuis lors, est caritatif.
Le bal réunit chaque année environ 2 500 participants, dont des polytechniciens de toutes générations, des dignitaires français et étrangers, des hauts fonctionnaires et dirigeants d'entreprises, des personnalités des sphères politique, scientifique et culturelle. Le bal n'est pas réservé aux polytechniciens et tout le monde peut y participer, sous réserve de respecter le code vestimentaire d'une soirée de gala.

## Déroulement
Les participants arrivant en tout début de soirée sont traditionnellement accueillis et guidés vers la salle d'opéra, par la Garde républicaine et une haie d'honneur d'élèves en Grand Uniforme. Le bal s'ouvre par une représentation de l'Opéra national de Paris qui varie chaque année, après laquelle commence le dîner. À trois reprises pendant la soirée, seize couples d'élèves polytechniciens dansent le quadrille des lanciers au pied du grand escalier, accompagnés d'un orchestre militaire ; un spectacle d'escrime artistique est également donné au même endroit par des élèves, deux fois dans la soirée. Pendant toute la durée du bal, les participants sont invités à danser à la musique des orchestres invités. Plusieurs ambiances sont proposées selon l'heure et la salle : valse, rock, jazz, discothèque.
La tenue prescrite est une tenue de soirée : costume de soirée ou uniforme pour les hommes, robe longue pour les femmes, avec comme seule condition de ne porter une robe rouge qu'à condition d'être polytechnicienne. Le port de l'uniforme est d'ailleurs aussi valable pour les femmes.

## Historique

### Origine caritative
Vers 1805, la Caisse de solidarité des élèves, créée une dizaine d'années après l'École polytechnique, a pour premier souci d'effacer les inégalités sociales entre les élèves. Les élèves créent également le Bureau de bienfaisance au travers duquel ils se préoccupent des déshérités et des nécessiteux de la montagne Sainte-Geneviève, où l'école vient de s'installer. Avec les années, des anciens commencent à faire appel à ce bureau, dont ce n'est initialement pas le but. Afin de mettre en place une organisation plus structurée pour répondre à ces demandes, la Société amicale de secours (des anciens élèves de l'École polytechnique) (SAS) est créée en 1865 sous la présidence du mathématicien Michel Chasles (ancien élève de l'École de la promotion 1812), et reconnue d'utilité publique par décret impérial en 1867 ; elle a pour but de venir en aide aux polytechniciens (et épouses ou enfants) en difficulté. La guerre de 1870 laissant beaucoup de veuves et d'orphelins, les ressources de la SAS deviennent insuffisantes. En 1876, Paul Boca (promotion 1858) propose d'organiser un concert de charité afin de récolter des fonds pour la caisse de secours de la SAS. Celui-ci aura lieu le 18 février 1877, dans une luxueuse salle de la rue du Mail, et sera un succès. Après un second concert, les deux élèves de la promotion 1871 responsables de la SAS suggèrent de transformer le concert en un bal : c'est ainsi que se forme, sous la présidence de Paul Boca, la commission du bal de l'X.

### Première période (1879–1914)
Aussitôt constituée, la commission organise le premier bal de l'X, qui a lieu le 22 février 1879 dans les salons du ministère de la Guerre, mis à la disposition de la SAS par le général Gresley. Son éclat et sa réussite financière dépassant celle des deux concerts réunis, le bal est reconduit les années suivantes dans ces mêmes salons.
Pour le bal 1883, le général Faidherbe propose aux organisateurs le palais du quai d'Orsay, cadre plus spacieux, aux salons somptueux et pourtant méconnus de la société parisienne, où le bal s'installe jusqu'en 1889 inclus. La soirée élit ensuite résidence à l'Hôtel Continental, excepté en 1894, pour le bal du centenaire de la création de l'école qui a lieu le 19 mai dans le palais du Trocadéro en présence du président de la République Sadi Carnot, et en 1905, où il se tient au Nouveau Théâtre.

Gravures représentant le bal à la fin du XIXe siècle, au musée Carnavalet
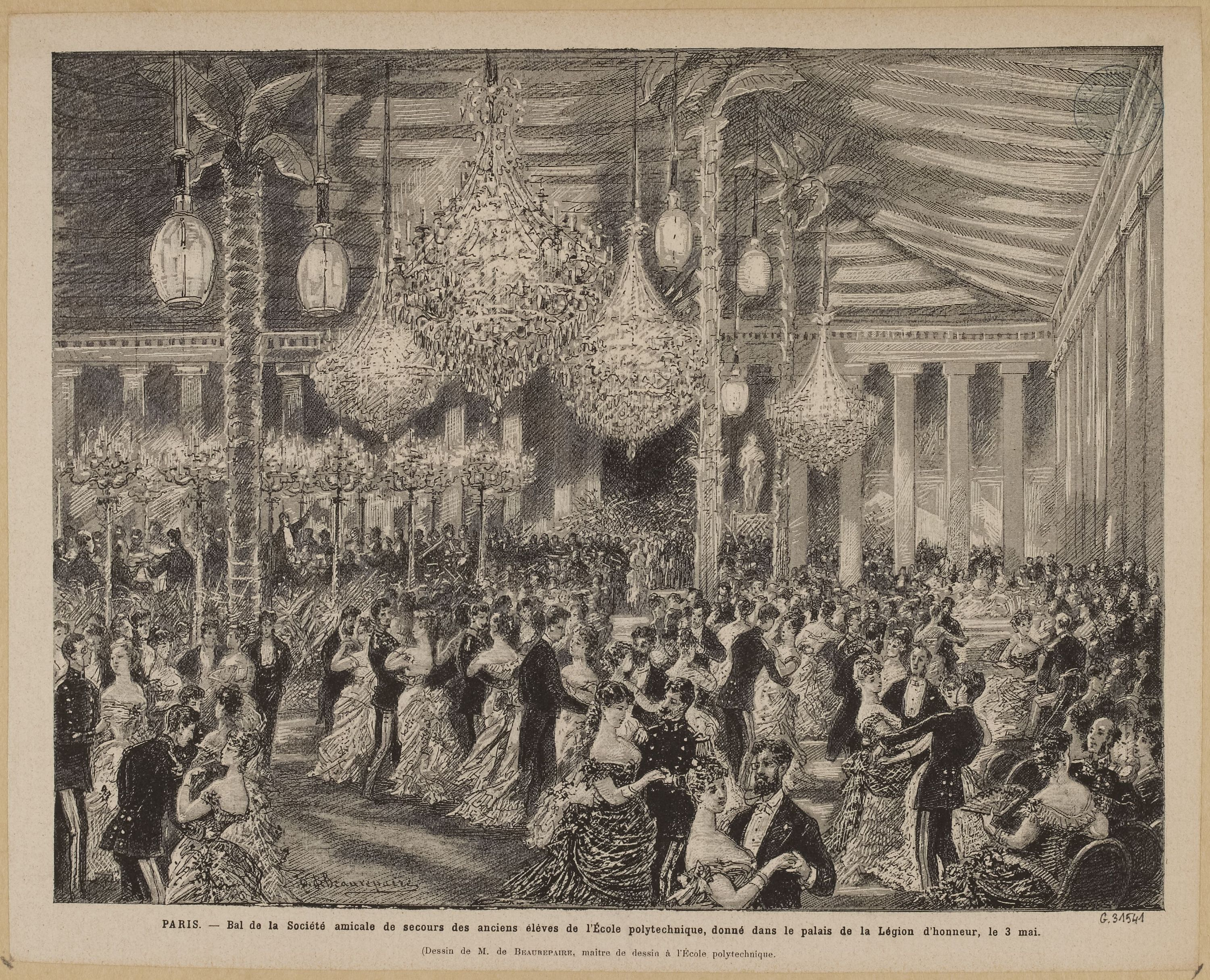
Bal au palais de la Légion d'honneur, par Quesnay de Beaurepaire, maître de dessin à l'École polytechnique.
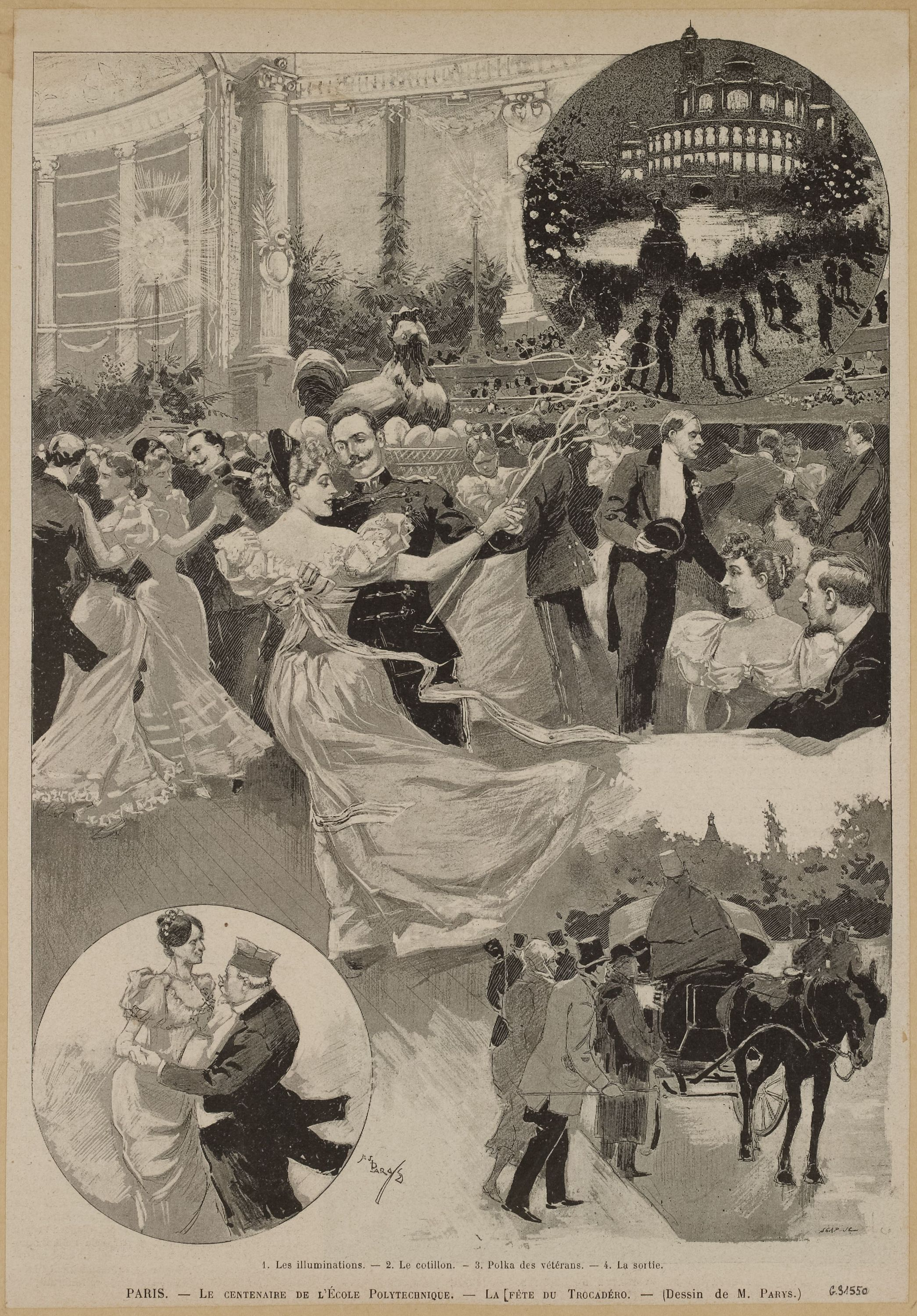
Bal du centenaire en 1894, au palais du Trocadéro, par A. de Parys.

### Arrivée à l'opéra Garnier (1921–1940)
Le Bal de l'X n'est pas organisé pendant la Première Guerre mondiale, c'est-à-dire à partir du Bal 1915 inclus ; il est relancé en 1921, mais est alors marqué par un manque d'engouement et une diminution des recettes. Pour le Bal 1925, le directeur de l'Académie nationale de musique et de danse, Jacques Rouché, offre pour la première fois le cadre prestigieux de l'opéra Garnier. Le succès relance le Bal de l'X, qui y sera reconduit les années suivantes, avec un record d'affluence de 6 623 participants en 1928. Pendant cette période (fin des années 1920), on peut y voir chaque année le président de la République escorté des trois maréchaux polytechniciens Ferdinand Foch, Émile Fayolle et Joseph Joffre.
C'est également pendant cette période qu'est créée la tombola du Bal, qui contribue fortement aux recettes de la soirée et sera reconduite chaque année. Si le premier lot en est invariablement un vase de Sèvres (offert par le président de la République), les lots suivants seront parfois plus surprenants : 100 km en avion en 1931, un tableau de Louis Leprince-Ringuet en 1995...
À quelques exceptions près, le Bal ne quittera plus l'opéra Garnier. Il sera toujours précédé d'un spectacle d'ouverture, musical ou de danse classique.

### Bal actuel (depuis1946)

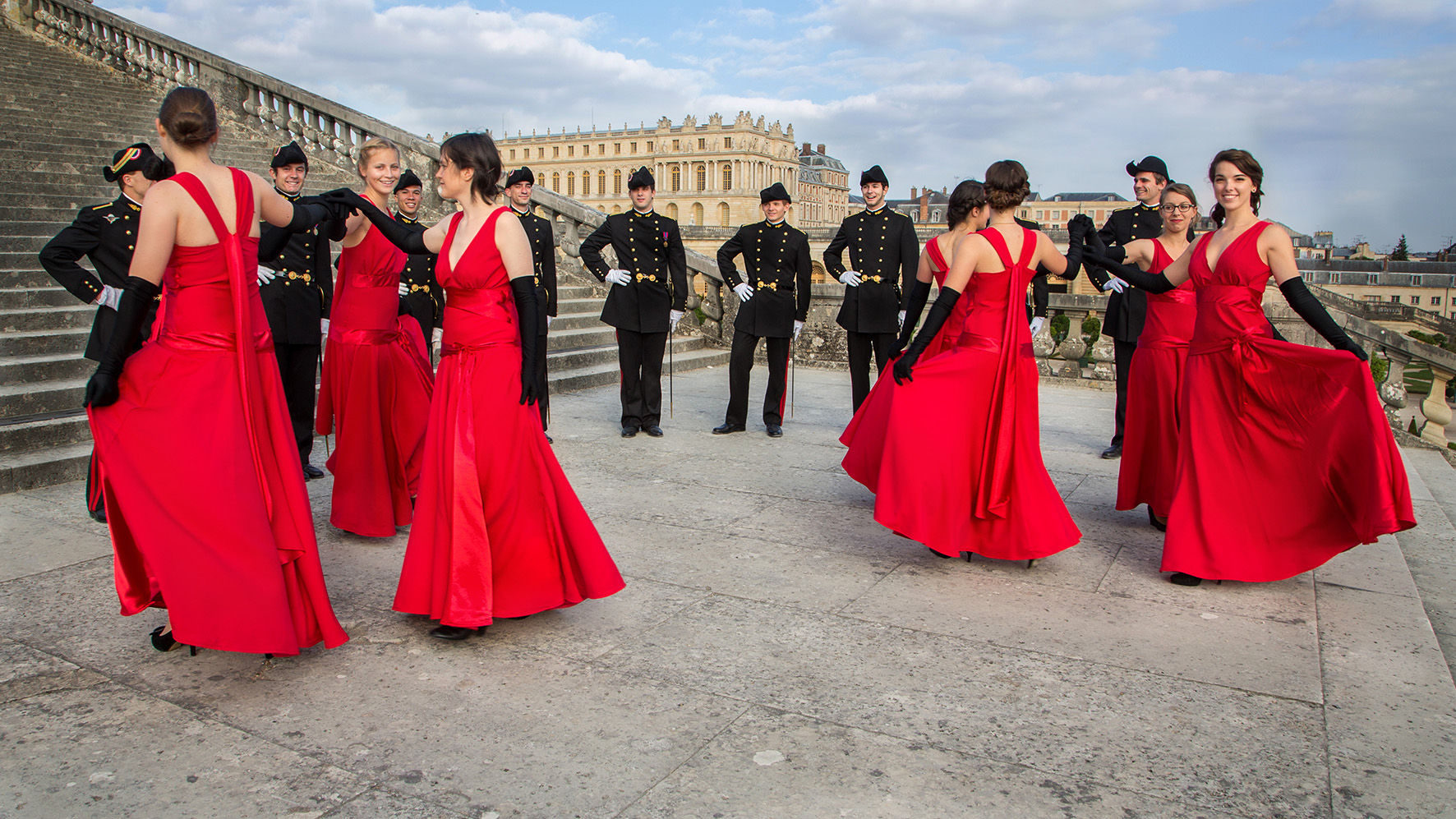
Répétition, au château de Versailles en 2015, du Quadrille des lanciers, dansé chaque année.

Le bal de l'X n'a à nouveau pas lieu pendant la Seconde Guerre mondiale. Relancé en 1946, il restera principalement à l'opéra Garnier, et gardera sa forme d'avant 1940. Celle-ci ne changera d'ailleurs que très peu jusqu'à aujourd'hui, si ce n'est par l'apparition, avec l'évolution des mœurs, de nouvelles ambiances musicales proposées : si l'orchestre viennois, qui permet de danser la valse et d'autres danses de couple « fermées », reste invariablement présent, y sont progressivement ajoutés des espaces avec une ambiance destinée aux danses de couple « ouvertes » (rock, salsa par exemple), puis également à la danse « libre » (danse non codifiée, sur de la musique techno/house notamment). Cette ambiance plus décontractée se trouve, en général, au sous-sol de l'opéra Garnier au niveau de sa rotonde et est proposée par l'association STYX (association son et lumière centenaire de l'Ecole polytechnique).
Le bal a par la suite eu lieu chaque année à l'opéra Garnier, excepté :
- en 1953 et 1970, au palais de Chaillot ;
- en 1958 et 1984, au château de Versailles ;
- en 1992, au Centre des nouvelles industries et technologies (CNIT) à la Défense ;
- en 1994, pour le bicentenaire de la création de l'École polytechnique, à nouveau au château de Versailles ;
- en 1995, à l'opéra Bastille ;
- en 2002, à la Grande halle de la Villette ;
- en 2015, une nouvelle fois au château de Versailles à l'occasion du 150e anniversaire de l'AX[5] ;
- et en 2019, au château de Versailles à l'occasion du 225e anniversaire de l'École polytechnique.

En 1991, sur l'impulsion de quelques élèves de la promotion 1979, le quadrille des lanciers, qui avait été pratiqué aux débuts du Bal de l'X, est pour la première fois dansé sous forme de spectacle au pied du grand escalier de l'opéra Garnier. Il sera par la suite dansé par des élèves actuels de l'École puis, reconduit systématiquement chaque année, progressivement dansé à plusieurs reprises pendant la soirée. Depuis 2010, à l'initiative des élèves, le spectacle d'escrime artistique est également proposé aux participants.
Pendant les années 1990, apparaissent au bal des tables d'entreprise, ainsi que des tables privilège auxquelles sont conviés les ambassadeurs des pays partenaires de l'École.
Le bal réunit environ 2 500 participants chaque année, dont un certain nombre de personnalités.

## Personnalités participant au bal de l'X
À la fin du XIXe siècle, la soirée fut placée sous la présidence d'honneur et très souvent la présidence effective du président de la République : la veille du bal, le bureau de la Société amicale de secours et le général commandant l'École se rendaient à l'Élysée pour l'inviter. En règle générale, celui-ci acceptait d'honorer la soirée de sa présence, accompagnant sa venue d'un don de 500 francs. Au XXe siècle, après le relancement du bal à l'opéra Garnier et la venue pendant quelques années du président Paul Doumer, la présence du président se fait plus rare : elle est attestée en 1971 (Georges Pompidou) et en 1989 (François Mitterrand pour le 100e bal). Le bal accueille en revanche fréquemment des ministres et autres personnalités du monde politique, et il est toujours placé sous le haut patronage du président de la République en fonction.
Par ailleurs le bal a parfois fait intervenir des artistes de grande renommée, comme le pianiste Arthur Rubinstein en 1970, les danseurs Rudolf Noureev et Patrick Dupond en 1983 ou le pianiste Lang Lang en 2015.